# 61 pr. n. št.
61 pr. n. št. je bilo leto predjulijanskega rimskega koledarja. V rimskem svetu je bilo znano kot leto sokonzulstva Kalpurnijana in Mesale, pa tudi kot leto 693 ab urbe condita.
Oznaka 61 pr. Kr. oz. 61 AC (Ante Christum, »pred Kristusom«), zdaj posodobljeno v 61 pr. n. št., se uporablja od srednjega veka, ko se je uveljavilo številčenje po sistemu Anno Domini.

## Dogodki
- Pompej Veliki slavi svoj tretji triumf za zmage nad pirati in konec mitridatskih vojn.
- Julij Cezar postane guverner Hispanie in ustanovi X. legijo Gemina.